# رياض الجنة بتخريج أصول السنة
رياض الجنة بتخريج أصول السنة هو كتاب عن أصول الإيمان والدين، ألفه ابن أبي زمنين (324 هـ-399)، يتناول المؤلف في كتابه عدة مباحث وأبرزها صفات الله عز وجل، والنظر إلى الله عز وجل، عذاب القبر، الشفاعة، علامات الساعة الكبرى، الإيمان بالقدر، الإيمان قول وعمل، عقيدة أهل السنة في أصحاب النبي .
قال ابن أبي زمنين في مقدمة كتابه:
| رياض الجنة بتخريج أصول السنة | فإن بعض أهل الرغبة في اتباع السنة والجماعة سألني أن أكتب له أحاديث يشرف على مذاهب الأئمة في اتباع السنة والجماعة، الذي يقتدى بهم، وينتهي إلى رأيهم وما كانوا يعتقدونه ويقولون به في الإيمان بالقدر، وعذاب القبر، والحوض، والميزان، والصراط، وخلق الجنة والنار، والطاعة والشفاعة، والنظر إلى الله عز وجل يوم القيامة، بما سأل عن تأليف هذا الكتاب، وزادني رغبة فيه ما رأيته من حرصه على تعلم ما يلزم تعلمه، ولا عذر لجاهل في ترك السؤال والبحث عن أصول الإيمان والدين، وشرائع المسلمين، وقد ألزمه الله عز وجل ذلك بقوله اسْأَلُوا أَهْلَ الذِّكْرِ إِنْ كُنْتُمْ لَا تَعْلَمُونَ، وكذلك لا عذر لعالم في كتمان ما يسأل عنه مما فيه كتاب ناطق، أو سنة قائمة، عمن يجهله | رياض الجنة بتخريج أصول السنة |